# 梁文傑
梁文傑（1971年11月26日—），中華民國政治人物，民主進步黨籍，現任中華民國大陸委員會政務副主任委員兼發言人、海峽交流基金會副董事長，現為新潮流系成員，也是現任立法委員林楚茵的丈夫。曾任第11至13屆臺北市議員，亦為學者及翻譯家，長年擔任民進黨重要政策幕僚、主要鑽研兩岸關係政策。父親出生於中國的浙江大陳，是野百合學運代表人物之一。

## 早年
梁文傑雙親為浙江大陳人（大陳義胞），因第二次國共內戰，於1955年大陳島撤退中，隨中華民國陸軍部隊遷至臺灣。爸爸當西裝裁縫，媽媽則是工廠女工，父母經過媒妁之言結婚，梁文傑在民國60年於永和出生。就讀建國中學時，即研究左派思想。大學聯考考入國立臺灣大學就讀政治學系，逐漸投入政治。就讀臺大期間，曾到民主進步黨中央黨部政策會兼職。從臺大政治研究所畢業後，一度在英國留學，在倫敦政經學院就讀博士班。

## 從政
梁文傑的政治之路始於被立法委員林濁水遴選為其辦公室主任，並參與民進黨新潮流系的政策制定。1999年，參與《臺灣前途決議文》草案擬稿。2002年，梁文傑擔任民進黨中央政策會副執行長。2004年，他為陳水扁助選，擔任民進黨政策協調部主任一職，負責擬定政策。2005年秋天，他擔任民進黨兩岸政經學會首屆秘書長。之後梁又出任新社會智庫執行長、新社會政策雙月刊總編輯。他在擔任民進黨中國事務部副主任時曾提出兩岸問題可參考「兩德統一」來解決。

### 臺北市議員
2010年，梁文傑投入臺北市大同區、中山區議員選舉並當選。2014年，以選區第一高票當選連任。
2015年5月20日，民進黨召開中執會，通過2016年立委「艱困選區」黨員徵召名單，確定徵召梁文傑參選臺北市第三選舉區（中山、北松山），立委選舉。然而，前民進黨主席林義雄批判稱梁文傑2014年底選完議員，2015年又投入立委選舉。梁文傑終究決定於2015年6月5日召開記者會宣布退選。後民進黨禮讓無黨籍的精神科醫師潘建志，但亦有泛綠背景的李晏榕亦參戰瓜分票源，最終使得國民黨的蔣萬安以未過半得票便當選立委。
2022年11月26日，以898票的些微差距落後於退出時代力量競選連任的林亮君，因而敗選。之前民調領先的梁文傑意外成為落選頭，無緣四連霸。

### 陸委會副主委
梁文傑曾說，「研究中國大陸是本業，從政是副業」，從小熟悉中國近代史、臺灣史，很早就開始從事中國及兩岸政策研究。2023年陳建仁內閣，總統蔡英文、閣揆陳建仁希望維持穩健的兩岸政策、增加論述能力，並且培養中壯世代兩岸事務人才，於是邀請梁文傑1月31日接任大陸委員會政務副主任委員。

## 事件及言論
- 2011年，他被指與鄭文燦一同接受澳門博弈大亨陳盈助招待，同遊澳門喝花酒，兩人否認此事，並控告爆料的林瑞圖誹謗[10]。之後，陳在澳門公司的代理人5月出庭時坦承招待兩人，還說吃完飯後去到全澳門最高檔的酒店，光是當晚就用了5萬港幣（近20萬新台幣）[11]。法官最後認為林已合理查證，且此事是可受公評之事進行評論，判決鄭、梁兩人敗訴[10]。

- 梁文傑在2011年擔任民進黨發言人時，曾多次公開宣稱馬英九向賭博商人陳盈助募款3億元，馬英九之後提告，要求賠償新台幣兩百萬元以及登報道歉。2017年10月24日，經臺灣高等法院更一審判決，梁文傑與民進黨須賠新台幣120萬元，法庭還說梁文傑言論未經合理查證，也沒有證據[12][13]。

- 2018年6月，健身教練出身的網路紅人「館長」在外交問題上批評政府，未照顧到台灣人民，還說台灣托育費用太高，之後與民進黨立委段宜康爆發罵戰，而同屬民進黨的梁文傑也加入戰局，梁發表「健身不用請教練」的言論，結果被大量轉貼，PTT上面有不少對他的批評，有些網民批評梁文傑的言論代表政府心態，有人說難怪台灣體育選手都只能靠自己，也有人反問是否學校可以關門，自己自學就好，批評梁文傑的言論非常不尊重專業，更不重視體育[14][15]。

- 2020年6月6日，高雄市長國民黨籍韓國瑜罷免案經高雄市民投票通過，高雄市議會議長許崑源之後跳樓自殺身亡，事後梁文傑在社群媒體發文嘲諷，寫下「嚇死人，是賭很大嗎？」，影射許崑源簽賭韓國瑜不會被罷免，結果大量網民對他批評，他之後道歉收場[16]。

- 2022年，俄羅斯入侵烏克蘭，香港與台灣都有不少人聲援烏克蘭。但到了4月8日，梁文傑在Facebook轉載一張Free Hong Kong Centre的圖片，當中一名烏克蘭軍人對香港及台灣表達謝意。但梁文傑就質疑為何要感謝香港，指「謝謝香港很奇怪」。之後有香港網民回應質疑，指香港人有苦難言，而且有捐錢給烏克蘭，對他的言論表達批評。之後，梁文傑更新內容，提到香港政府與香港人民的態度不同，向反侵略爭民主的香港朋友致歉[17]。

- 檢討2022年自己無法連任議員的情形，梁文傑稱，自己希望支持綠營議員能五席全上，自己也是連任多屆，選戰末期不好意思喊搶救自己，導致票源被瓜分，因此落選。但梁文傑認為親綠的林亮君能連任而無悔，希望綠營還是能好好監督新任臺北市市長蔣萬安。[18]

## 作品節選

### 電視劇
| 年份   | 播放平台      | 片名            | 導演                   | 飾演     | 備註 |
| 2021年 | YouTube、公視 | 《國際橋牌社2》 | 汪怡昕、林世章、孫大軍 | 立法委員 | 客串 |

### 譯著
- 索樂文，《索樂文報告：中國談判行為大剖析》（台北：先覺出版社，2000）ISBN 9789576075506
- 羅伯·萊奇，《賣命工作的誘惑——新經濟的矛盾與選擇》（台北：先覺出版社，2002）ISBN 9789576077951
- 安德魯·辛巴里斯（英语：Andrew Zimbalist），《奧運的詛咒：奧運、世足等全球運動賽會如何危害主辦城市的觀光、經濟與長期發展？》（台北：八旗文化，2016）ISBN 9789865842956
- 裴敏欣，《出賣中國：權貴資本主義的起源與共產黨的潰敗》（台北：八旗文化，2017）ISBN 9789869486583
- 凱倫·伊利特·豪斯（英语：Karen Elliott House），《中東心臟：沙烏地阿拉伯的人民、宗教，歷史與未來》（台北：八旗文化，2018）ISBN 9789578654068
- 羅伯·塞維斯，《意外的和平：雷根、戈巴契夫等「四巨頭」，如何攜手結束半世紀的冷戰對峙?》（台北：八旗文化，2021）ISBN 9789865524401
- 克萊夫·漢密爾頓、馬曉月，《黑手：揭穿中國共產黨如何改造世界》（台北：左岸文化，2021）ISBN 9789860666601
- 喬許·羅金（英语：Josh Rogin），《天下大亂：川普政府的中國政策，其形成、矛盾與內幕》（台北：八旗文化，2021）ISBN 9789860763508
- 麥可·紐曼，《社會主義：牛津非常短講002》（台北：左岸文化，2022）ISBN 9786269606313
- 萊斯利·荷姆斯，《共產主義：牛津非常短講003》（台北：左岸文化，2022）ISBN 9786269606320

## 選舉紀錄
| 年度 | 選舉屆數               | 選舉區           | 所屬政黨   | 得票數 | 得票率 | 當選標記 | 備註 |
| ---- | ---------------------- | ---------------- | ---------- | ------ | ------ | -------- | ---- |
| 2010 | 第十一屆臺北市議員選舉 | 臺北市第四選舉區 | 民主進步黨 | 21,111 | 11.23% |          |      |
| 2014 | 第十二屆臺北市議員選舉 | 臺北市第四選舉區 | 民主進步黨 | 26,155 | 13.23% |          |      |
| 2018 | 第十三屆臺北市議員選舉 | 臺北市第四選舉區 | 民主進步黨 | 17,827 | 9.64%  |          |      |
| 2022 | 第十四屆臺北市議員選舉 | 臺北市第四選舉區 | 民主進步黨 | 12,919 | 7.20%  |          |      |

## 個人生活
其妻林楚茵，現為民進黨立法委員，曾為記者、新聞主播、三立電視新聞部政治組副主任。
梁文傑在公務之餘亦從事英文翻譯工作，已出版多本譯作，包括「牛津非常短講系列」的《社會主義》《共產主義》。
梁文傑自稱讀過卡尔·马克思的《资本论》三遍。
2023年2月，梁文傑個人臉書關閉，被解讀是因出任大陸委員會政務副主任委員。

## 外部連結
- 梁文傑的部落格 （页面存档备份，存于）
- 梁文傑的Facebook專頁
- 台北市議員梁文傑的Facebook專頁
- YouTube上的梁文傑頻道